# فهرست آثار ملی شهرستان تهران
تاکنون ۳۹۲ اثر از شهرستان تهران ثبت ملی شده است.